# Остин, Чарльз Джон
Чарльз Джон Остин (англ.  Charles John Austen, 1779, Стивентон, Хэмпшир — 7 октября 1852, Пром, Британская Бирма) — британский контр-адмирал.
Чарльз Остин родился в Стивентоне в графстве Хэмпшир в семье приходского священника, преподобного Джорджа Остена (англ. Reverend George Austen) (1731—1805), и его супруги Кассандры Ли (англ. Cassandra Leigh) (1739—1827). Приходился младшим братом адмиралу сэру Фрэнсису Уильяму Остину (Sir Francis William Austen) (1774—1865) и известной романистке Джейн Остин (Jane Austen) (1775—1817).
В июле 1791 года, Чарльз поступил в Королевскую военно-морскую Академию (англ. Royal Naval Academy) и в сентябре 1794 года был зачислен мичманом 32-пушечного фрегата HMS Daedalus, затем он служил на борту 32-пушечного фрегата HMS Unicorn и 40-пушечного фрегата HMS Endymion, принимал участие в захвате голландского 18-пушечного брига Comet, 44-пушечного французского фрегата Tribune и транспорта Ville de l’Orient.
13 декабря 1797 года Чарльз Остин был назначен лейтенантом фрегата HMS Scorpion и отличился при захвате голландского брига Courier. 16 февраля 1799 года он был переведён на фрегат HMS Tamar и участвовал в нападениях на вражеские приватиры и канонерские лодки на рейде Альхесирас. Однажды в шторм ему удалось с помощью только четырёх человек захватить 14-пушечный бриг Scipio, имевший 140 человек команды. В апреле 1803 года он возвратился на Endymion.
10 октября 1804 года Остин был произведен в чин коммандера и назначен командиром шлюпа HMS Indian в североамериканских водах.
10 мая 1810 года Чарльз Остин был назначен капитаном 74-пушечного корабля HMS Swiftsure, флагмана адмирала сэра Джона Уоррена. В сентябре следующего года он получил в командование 32-пушечный фрегат HMS Cleopatra, а с 20 ноября 1811 года по 30 сентября 1814 года командовал 90-пушечным кораблем HMS Namur под флагом главнокомандующего в Норе адмирала сэра Томаса Уильямса (англ. Sir Thomas Williams).
Во время Ста дней Остин командовал 36-пушечным фрегатом HMS Phoenix, крейсировал в Адриатическом море. После сдачи Неаполя он отличился при блокаде Бриндизи и захватил два корсарских судна в порту Павоса, но 20 февраля 1816 года потерпел кораблекрушение близ Смирны.
Оказавшись без корабля, Остин был вынужден следующие десять лет провести на берегу. Кроме того, в 1814 году скончалась родами его жена Фрэнсис Палмер (англ. Frances Palmer) и на руках у него осталось три дочери. В заботе о детях ему помогала старшая сестра покойной жены Харриет (англ. Harriet Palmer), на которой он впоследствии женился. Во втором браке у него родились трое сыновей и дочь.
2 июня 1826 года Чарльз Остин был назначен командиром 46-пушечного фрегата HMS Aurora, командуя которым он участвовал в перехвате работорговых судов в Южной Америке. В декабре 1828 года Остин был назначен командиром 40-пушечного фрегата HMS Winchester под флагом главнокомандующего в североамериканских водах сэра Эдварда Колпойса (англ.  Sir Edward Griffith Colpoys) и в декабре 1830 года, будучи больным, вернулся на родину.
14 апреля 1838 года Чарльз Остин был назначен командиром 80-пушечного корабля HMS Bellerophon в Средиземном море, участвовал в боевых операциях у побережья Сирии и 3 ноября 1840 года отличился при бомбардировке Акры, за что 18 декабря того же года был награждён орденом Бани.
9 ноября 1846 года Чарльз Остин был произведен в чин контр-адмирала и с 14 января 1850 года по 7 октября 1852 года занимал пост главнокомандующего военно-морских сил в Ост-Индии и Китае, возглавлял военно-морские силы в течение второй англо-бирманской войны.
Умер от холеры в Проме в возрасте семидесяти трех лет.